# غونكينغتشانغ
غونكينغتشانغ (بالصينية: 共青城市 )‏ هي مدينة على مستوى مقاطعة، ومدينة على مستوى محافظة فرعية، في جمهورية الصين الشعبية، تتبع جيوجيانغ، تبلغ مساحتها 193 كيلومتر مربع، رمزها البريدي هو 332020.